# Soneto 10
| «» Soneto 10 |
| --- |
| For shame deny that thou bear'st love to any, Who for thy self art so unprovident. Grant, if thou wilt, thou art beloved of many, But that thou none lov'st is most evident: For thou art so possessed with murderous hate, That 'gainst thy self thou stick'st not to conspire, Seeking that beauteous roof to ruinate Which to repair should be thy chief desire. O! change thy thought, that I may change my mind: Shall hate be fairer lodged than gentle love? Be, as thy presence is, gracious and kind, Or to thyself at least kind-hearted prove: Make thee another self for love of me, That beauty still may live in thine or thee. |
| –William Shakespeare |

Soneto 10 é um dos 154 sonetos de William Shakespeare. Faz parte da série de 126 sonetos dedicados ao belo jovem, e um dos 17 do grupo focado na procriação.
Neste soneto, expandindo o dístico do Soneto 9, o poeta acusa o jovem de um ódio assassino contra si mesmo e sua linhagem familiar e o exorta a se transformar, para que seu ser interior corresponda à sua graciosidade e gentileza exteriores.

## Traduções

### Na tradução de Jerônimo Aquino
Posto que andas de amor ateando vivas chamas,

Que a nenhuma mulher tens amor é evidente.

Mas por isso, porque nenhuma mulher amas,

Para contigo mesmo, és, sabe, imprevidente.

Imprevidente, sim. Tal desdém é homicida

E em teu prejuízo, só, reverte com certeza:

Deixarás de ter prole, arruinando isso a vida

Da prole que em ti vê sua maior defesa.

Oh! Muda o teu pensar, que o meu será mudado.

Mais cabível que o amor é o desdém porventura?

Sê gracioso e gentil, também contigo, e o fado,

Que te ameaça de morte, impávido conjura:

Pelo amor que me tens, tua vida multiplica:

Em teus filhos, isto é - em ti - perpétuo fica.

### Na tradução de Thereza Christina Rocque da Motta
Envergonha-te de negar que não ames,

Tu que és tão imprudente;

Aceita, se quiseres, ser amada por tantos,

Mas é certo que não ames ninguém;

Pois tens um ódio tão mortal,

Que apenas contra ti mesma não conspiras,

Buscando arruinar este nobre teto,

Que tanto desejas consertar:

Ah, muda teu pensamento que mudarei o meu!

Deve o ódio ter mais reservas do que o amor?

Sê como tua presença, gentil e graciosa;

Ou a ti, ao menos, te proves amável,

Sê outra pelo amor que tens por mim,

Para que a beleza continue a viver em ti.

### Na tradução deMilton Lins
Que vergonha! Negar o teu amor

Por alguém que por ti é imprevidente!

Teu talento é menor em teu visor,

E teu nenhum amor é mais patente.

A raiva que te inspira é assassina,

Pois mesmo contra ti conspira e muda,

À procura de um teto, faz ruína,

E na reparação precisa ajuda.

Muda o teu pensamento, eu mudo o tom!

Ser bem-vindo é melhor que ser amado?

Sê mesmo como és, gracioso e bom,

Bem aprovando um coração fadado;

Por meu amor, retroca de guarida,

Inda podes manter beleza e vida.